# 深日町駅
深日町駅（ふけちょうえき）は、大阪府泉南郡岬町にある南海電気鉄道多奈川線の駅。駅番号はNK41-1。

## 歴史
- 1944年（昭和19年）6月1日：近畿日本鉄道の駅として開業。
- 1947年（昭和22年）6月1日：路線譲渡により南海電気鉄道の駅となる。

## 駅構造
片面1面1線の盛土式プラットホームを持つ地上駅。ホームは線路から見て北側にあり、多奈川方面とみさき公園方面の双方が発着する。本線直通急行が運転されなくなったことから、使っている側のホームは2両分を残して柵がされている。
現在も線路から見て南側にホーム跡が残っている。ホーム跡への入り口には、駐車場がある。みさき公園駅寄りで大阪府道752号和歌山阪南線を越える鉄橋は複線分あり、浜手側のみ使われている。ガードから駅への高架下は3連の優美なアーチとなっている。トイレは設置されている。
駅舎は地平にあり、ホームと駅舎を結ぶ階段はみさき公園駅寄りにある。駅前には小さな駅前広場がある。

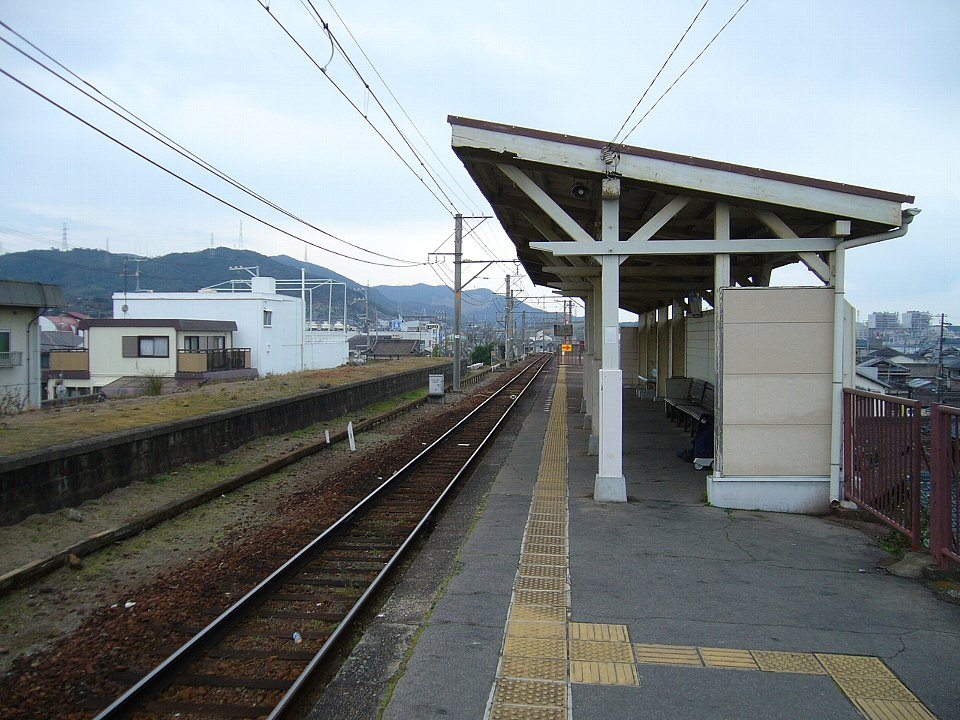
ホーム
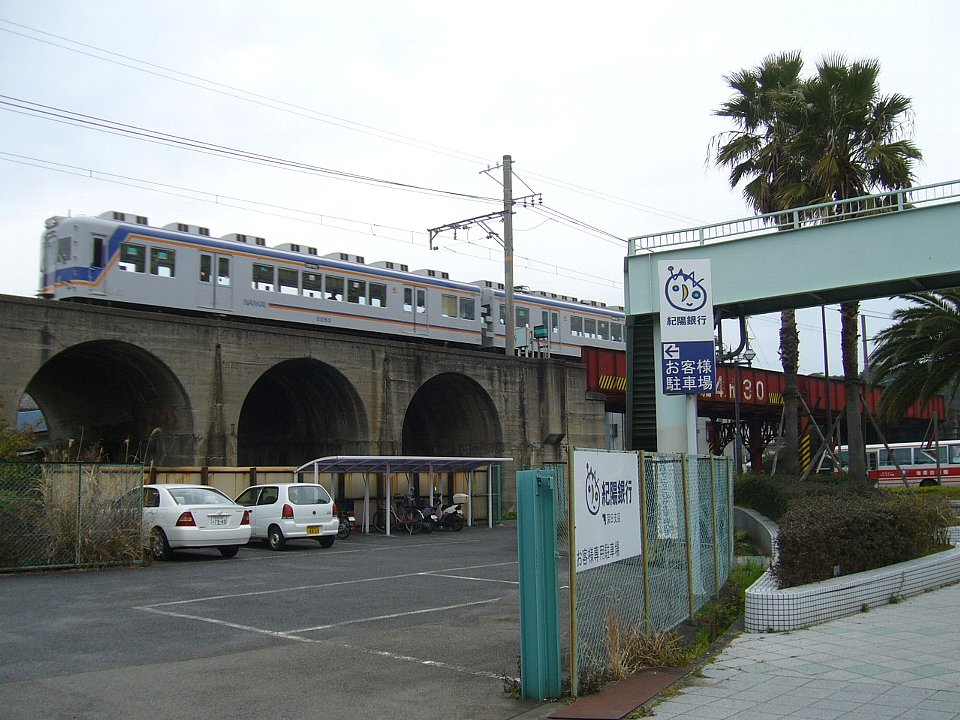
駅舎反対側から望む 多奈川行き列車が進入

## 利用状況
2022年度の1日あたりの平均乗降客数は404人。この数字は南海の駅全体では100駅中81位。
各年次の1日平均乗降人員数は下表の通り。
| 年次               | 1日平均 乗降人員 | 備考     |
| ------------------ | ---------------- | -------- |
| 1990年（平成02年） | 1,781            |          |
| 1991年（平成03年） | 1,710            |          |
| 1992年（平成04年） | 1,659            |          |
| 1993年（平成05年） | 1,571            |          |
| 1994年（平成06年） | 1,508            |          |
| 1995年（平成07年） | 1,442            |          |
| 1996年（平成08年） | 1,362            |          |
| 1997年（平成09年） | 1,274            |          |
| 1998年（平成10年） | 1,210            |          |
| 1999年（平成11年） | 1,105            |          |
| 2000年（平成12年） | 1,099            |          |
| 2001年（平成13年） | 982              |          |
| 2002年（平成14年） | 899              |          |
| 2003年（平成15年） | 850              |          |
| 2004年（平成16年） | 789              |          |
| 2005年（平成17年） | 764              |          |
| 2006年（平成18年） | 706              |          |
| 2007年（平成19年） | 693              |          |
| 2008年（平成20年） | 676              |          |
| 2009年（平成21年） | 159              | [ 注 1 ] |
| 2010年（平成22年） | 626              |          |
| 2011年（平成23年） | 595              |          |
| 2012年（平成24年） | 566              |          |
| 2013年（平成25年） | 542              |          |
| 2014年（平成26年） | 566              |          |
| 2015年（平成27年） | 595              |          |
| 2016年（平成28年） | 596              |          |
| 2017年（平成29年） | 565              |          |
| 2018年（平成30年） | 528              |          |
| 2019年（令和元年） | 488              |          |
| 2020年（令和02年） | 372              |          |
| 2021年（令和03年） | 369              |          |

近年の1日平均乗降人員推移は下記の通り。
| 年度               | 1日平均 乗降人員 626 | 出典    |
| ------------------ | -------------------- | ------- |
| 2010年（平成22年） | 626                  | [ * 2 ] |
| 2011年（平成23年） | 593                  | [ * 3 ] |
| 2012年（平成24年） | 566                  | [ * 4 ] |
| 2013年（平成25年） | 541                  | [ * 5 ] |
| 2014年（平成26年） | 566                  | [ * 5 ] |
| 2015年（平成27年） | 595                  | [ * 6 ] |
| 2016年（平成28年） | 597                  | [ * 6 ] |
| 2017年（平成29年） | 565                  | [ * 6 ] |
| 2018年（平成30年） | 528                  | [ * 7 ] |
| 2019年（令和元年） | 488                  | [ * 7 ] |
| 2020年（令和02年） | 371                  | [ * 1 ] |
| 2021年（令和03年） | 369                  | [ * 1 ] |
| 2022年（令和04年） | 404                  | [ * 1 ] |

## 駅周辺
駅前で大阪府道752号和歌山阪南線と大阪府道65号岬加太線が交わっており、この駅以西の多奈川線は府道岬加太線と並行するように走る。
- 岬深日郵便局
- オークワ岬店 岬町の中では大きな店。

## 隣の駅
南海電気鉄道
 多奈川線
みさき公園駅 (NK41) - 深日町駅 (NK41-1) - 深日港駅 (NK41-2)